# Nikolaus II. von Bomsdorf
Nikolaus (oder Nicolaus) II. von Bomsdorf († 1469) war Abt des Klosters Neuzelle nach dessen Zerstörung in den Hussitenkriegen von 1431 bis 1469. 

## Leben
Nikolaus gehörte zur uradeligen Familie Bomsdorff, welche aus der Niederlausitz stammt. Er war ab 1414 Subprior des Klosters. Nach der Zerstörung wählten ihn die wenigen lebenden Mönche zum Abt. Er baute die Abtei wieder auf. Die Klosterkirche wurde nicht stark zerstört, allerdings musste der Kreuzgang zu einem erheblichen Teil neu aufgebaut werden. Er erhielt dadurch den Beinamen „Restaurator des verwüsteten Klosters“. Er verstarb 1469.